# Alexis Joyce
Alexis Joyce (Denver, 5 september 1983) is een Amerikaanse sprintster. Ze is gespecialiseerd in de 60 m en de 100 m.

## Loopbaan
Op de wereldindoorkampioenschappen van 2008 in het Spaanse Valencia eindigde Joyce in de finale als achtste op de 60 m.
Er zijn geen prestaties van Joyce bekend van na 2009.

## Persoonlijke records
Outdoor
| Onderdeel | Prestatie | Datum         | Plaats   |
| --------- | --------- | ------------- | -------- |
| 100 m     | 11,09 s   | 24 mei 2008   | Clermont |
| 200 m     | 23,43 s   | 28 april 2001 | Denver   |

Indoor
| Onderdeel | Prestatie | Datum            | Plaats      |
| --------- | --------- | ---------------- | ----------- |
| 55 m      | 6,81 s    | 26 januari 2008  | Gainesville |
| 60 m      | 7,21 s    | 24 februari 2008 | Boston      |

## Palmares

### 60 m
- 2008: 8e WK indoor - 7,37 s (in ½ fin. 7,22 s)